# حسن طليع
حسن ناصيف طليع (1809 - 1878) شيخ عقل درزي في القرن التاسع عشر. من جديدة الشوف وتعلم فيها. أسندت إليه مشيخة العقل طائفة موحدون دروز بعد الشيخ أبي زين الدين حسن سنة 1845 حتى وفاته.

## سيرته
ولد حسن بن ناصيف بن طليع في جديدة الشوف سنة 1809م/1224 هـ فنشأ نشأة فاضلة وعلی خلق قويم، فصار رجل فضل وتقوى ودين، والده ناصيف (1765 - 1825) كان من أنصار بشير جنبلاط وحارب إلى جانبه في حربه ضد الأمير بشير، فسبب ذلك نقمة الأمير عليه.

أسندت إلى حسن بن ناصيف مشيخة العقل بعد الشيخ أبي زين الدين حسن سنة 1845. لما توفي سعيد بك جنبلاط على أثر حوادث 1860 وكان ولده نجيب ونسيب قاصرين فأقيم الشيخ حسن وصياً عليهما بطلب من والدتهما. 

عندما وقع الخلاف بين عائلتي أبي شقرا وعبد الصمد سنة 1271 هـ وعقد مجلس رسمي لتسوية الوضع كان الشيخ حسن من العاملين في هذا المجلس وممن وقعوا صك الصلح بين العائلتي.

وفي 20 شعبان 1285هـ، حضر إلى مجلس الشرع الشريف في بيروت المحروسة الخواجة أسعد بن يوسف التويني، وباع ما حوله وجار في ملكه إلى شيخ عقل الطائفة الدرزية الشيخ حسن ناصيف طليع، من قرية جديدة الشوف السويجاني في جبل لبنان، وذلك المبيع هو ستة عشر مكاناً مسقفات علوية وسفلية، وأراضٍ مسقوفة وبئر ماء...، الكائنة في مزرعة المصيطبة، جميع ما ذكر بثمن وقدره 45000 قرش صاغ ميرية.
توفي في سنة 1296 هـ/ 1878م فتوارث المشيخة بعده تباعاً والداه محمد فحسين. 